# Arquitetura seljúcida
A arquitetura seljúcida compreende as tradições de construção utilizadas pela dinastia seljúcida, quando governou a maior parte do Oriente Médio e da Anatólia entre os séculos XI e XIII. Após o século XI, os seljúcidas de Rum emergiram do Grande Império Seljúcida desenvolvendo a sua própria arquitetura, embora tenham sido influenciados e inspirados pelas tradições arquitetónicas armênia, bizantina e persa .

## Arquitetura do Grande Império Seljúcida
Introduziu inovações como a disposição simétrica de quatro ivãs nas mesquitas, os avanços na construção de cúpulas, o uso inicial de mucarnas e a primeira criação generalizada de madraças patrocinadas pelo Estado. Os seus edifícios eram geralmente construídos em tijolo, com decoração criada utilizando alvenaria, azulejos e estuque esculpido.

## Contexto histórico
Os turcos seljúcidas criaram o Império Seljúcida no século XI, conquistando todo o Irão e outros territórios extensos do Hinducuxe a leste da Anatólia e da Ásia Central ao Golfo Pérsico. Em 1050, Isfahan foi estabelecida como capital do Grande Império Seljúcida sob Alparslano.
Em 1071, após a vitória dos Seljúcidas sobre o Império Bizantino na Batalha de Manzicerta, a Anatólia foi aberta aos colonos turcos. O centro do mecenato arquitetónico seljúcida foi o Irão, onde foram construídos os primeiros edifícios seljúcidas permanentes. O apogeu cultural do Grande Estado Seljúcida está associado ao reinado de Maleque Xá I (r. 1072–1092) e ao mandato de Nizã Almulque como o seu vizir. Entre outras políticas, Nizam al-Mulk defendeu o Sunismo em detrimento do Xiísmo e fundou uma rede de madraças como instrumento para esta política. Isto marcou o início da madraça como uma instituição que se espalhou pelo mundo islâmico sunita. Embora nenhuma madraça seljúcida tenha sido preservada intacta hoje, o desenho arquitetónico das madraças seljúcidas no Irão provavelmente influenciou o desenho das madraças noutros locais.
Embora o apogeu dos Grandes Seljúcidas tenha sido de curta duração, representa um marco importante na história da arte islâmica e da arquitetura na região do Grande Irão, contribuíndo para o início da expansão do mecenato e das formas artísticas. Grande parte do património arquitectónico seljúcida foi destruído como resultado das invasões mongóis no século XIII. No entanto, em comparação com o Irão pré-seljúcida, um volume muito maior de monumentos e artefactos sobreviventes do período seljúcida permitiu aos estudiosos estudar as artes desta era com muito mais profundidade do que em períodos anteriores. O período dos séculos XI a XIII é também considerado uma "era clássica" da Arquitetura da Ásia Central, marcado por uma elevada qualidade de construção e decoração. Aqui a capital seljúcida era Marve, que se manteve como o centro artístico da região durante este período. A região da Transoxiana, a norte do Oxo, era governada pelos Caracânidas, uma dinastia turca rival que se tornou vassala dos seljúcidas durante o reinado de Maleque Xá I. Esta dinastia também contribuiu para o florescimento da arquitetura na Ásia Central nesta época, construindo num estilo muito semelhante ao dos seljúcidas. Da mesma forma, a leste do Grande Império Seljúcida, os gasnévidas e os seus sucessores, os Gúridas, construíram num estilo intimamente relacionado. Uma tradição geral de arquitetura foi, portanto, partilhada pela maior parte do mundo islâmico oriental (Irão, Ásia Central e partes do norte do subcontinente indiano) durante o período seljúcida e o seu declínio, do século XI ao XIII.
Após o declínio dos Grandes Seljúcidas, no final do século XII, várias dinastias turcas formaram estados e impérios mais pequenos. Um ramo da dinastia seljúcida governou um Sultanato na Anatólia (também conhecido como seljúcidas da Anatólia ou seljúcidas de Rum), os zênguidas e os artúquidas governaram a Alta Mesopotâmia (conhecida como al-Jazira) e regiões próximas, e o Império Corásmio governou o Irão e a Ásia Central até às invasões mongóis do século XIII. Sob os governos zênguidas e artúquidas, as cidades da Alta Mesopotâmia tornaram-se importantes centros de desenvolvimento arquitetónico que influenciaram a região mais vasta. O domínio zênguida na Síria também ajudou a espalhar formas arquitetónicas do mundo islâmico oriental para esta região. Na Anatólia, os seljúcidas de Rum supervisionaram a construção de monumentos refletindo uma gama diversificada de influências, inspirando-se tanto no mundo islâmico oriental como em exemplares locais da arquitetura bizantina, arménia e georgiana.

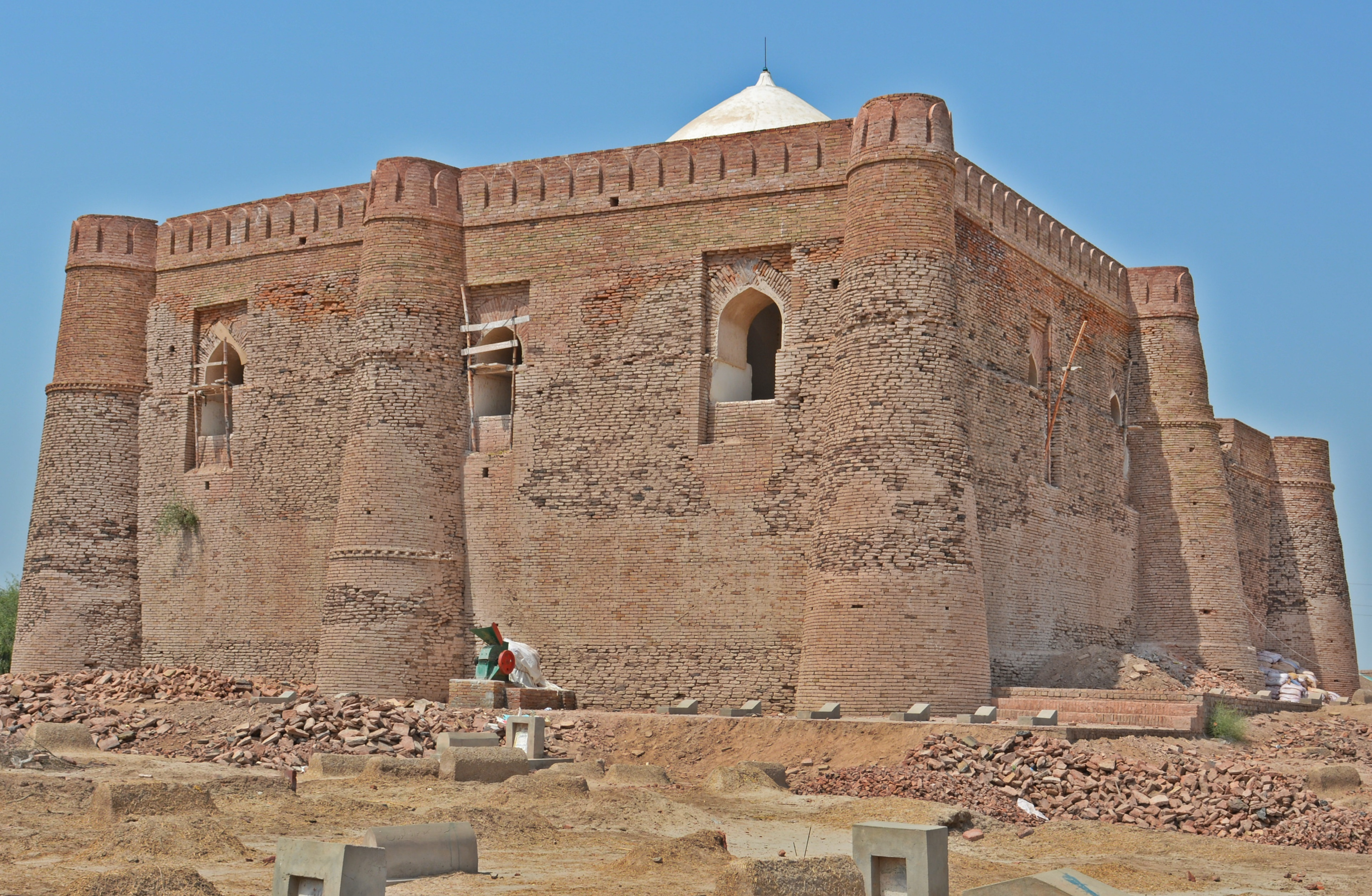
O santuário de Khalid Walid, no centro do Paquistão, apresenta elementos arquitetônicos seljúcidas que foram introduzidos na região.

| Estilo       | Nomenclatura turca moderna | Exemplo                    |
| ------------ | -------------------------- | -------------------------- |
| Mesquita     | Cami                       | Mesquita Alâeddin          |
| Madrasa      | Medrês                     | Minarete de Çifte Madrasah |
| Kumbet       | Kumbet                     | Döner Kümbet               |
| Caravançarai | Kervansaray                | Sultão Han                 |
| Hospital     | Dareşşifa                  | Grande Mesquita de Divriği |
| ponte        | Cabo                       | Akköpru                    |
| Palácio      | Saray                      | Palácio de Kubadabad       |
| Castelo      | Couve                      | Castelo de Alanya          |
| Estaleiro    | Tersano                    | Kızıl Kule                 |

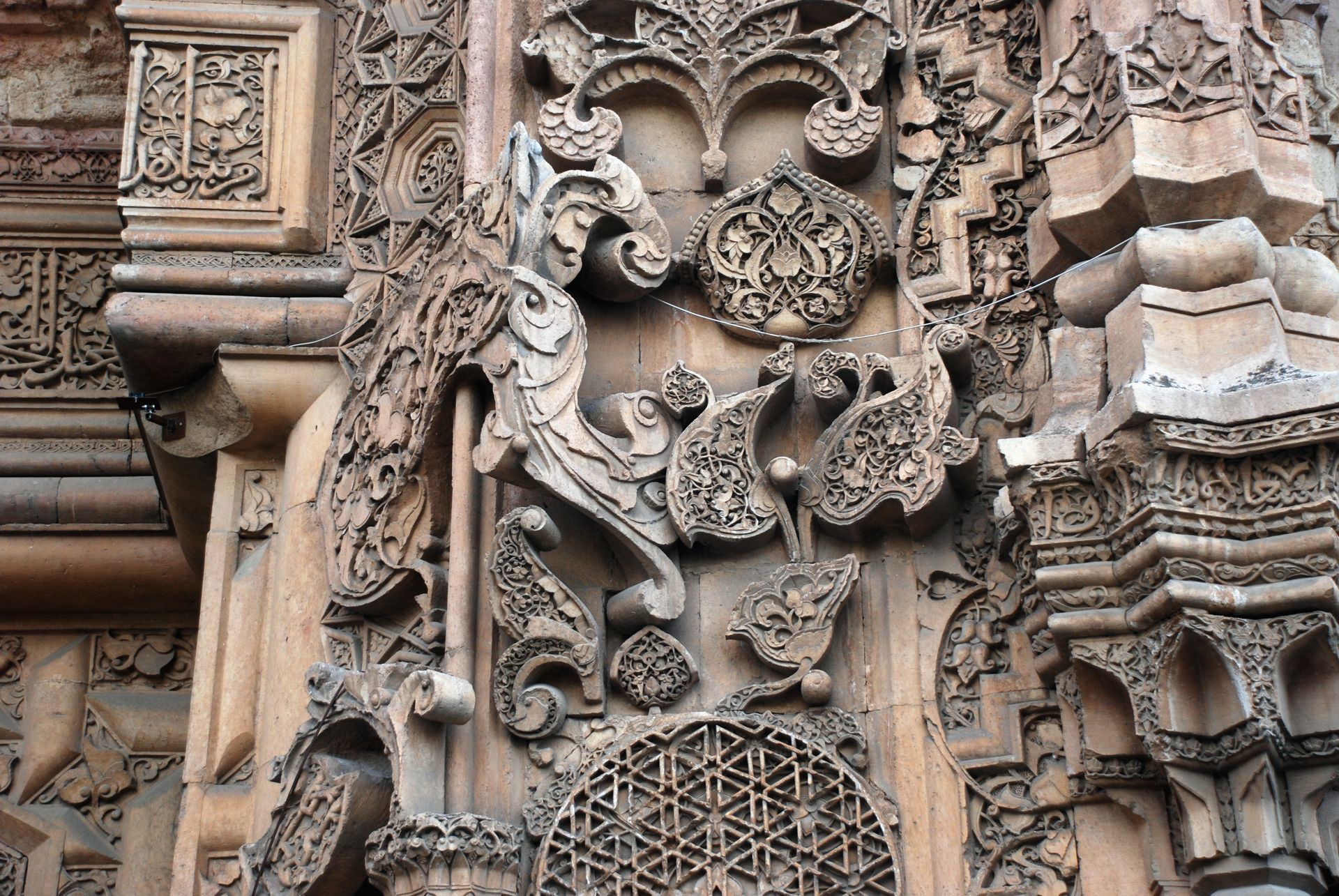
Grande Mesquita e Hospital de Divriği
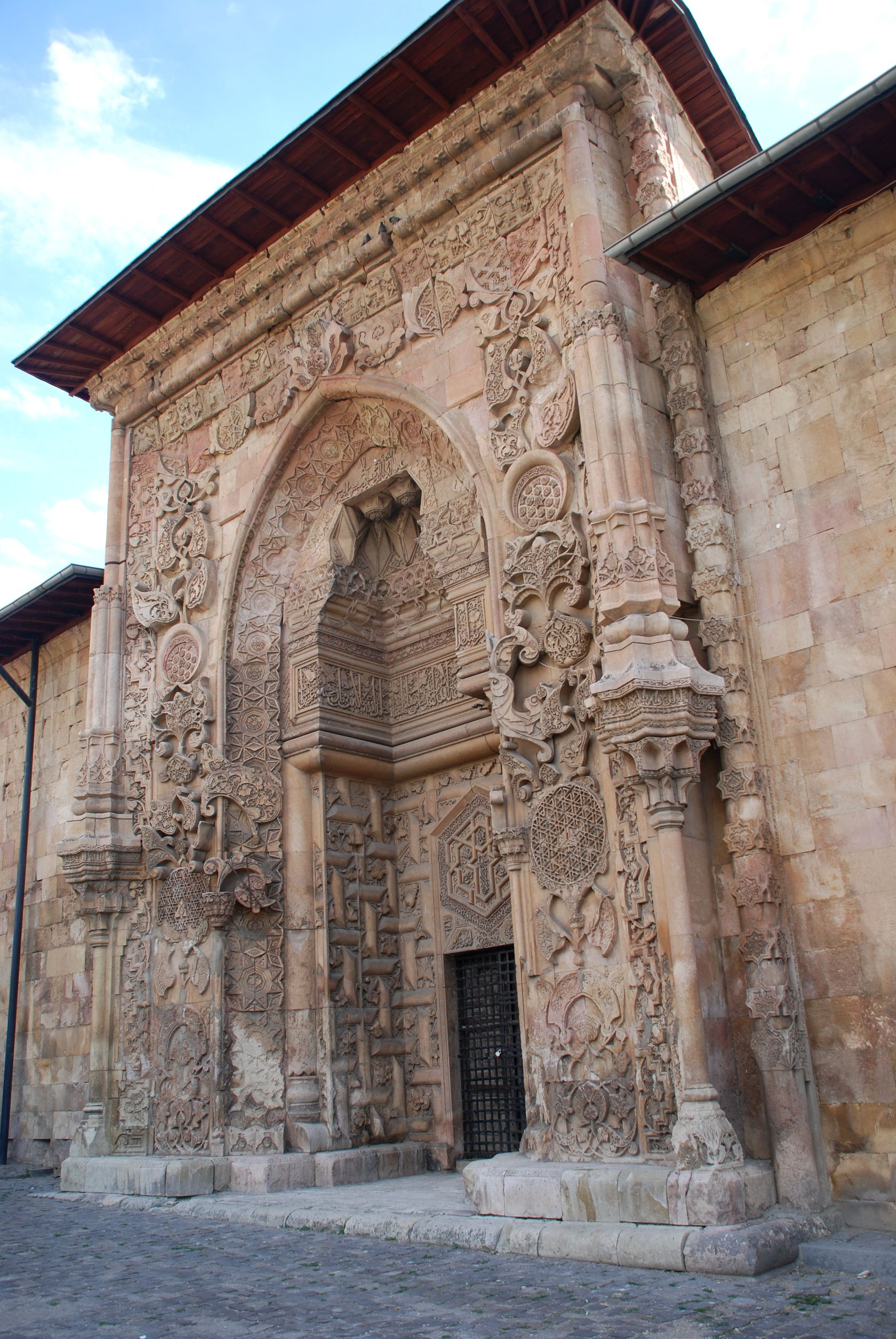
Grande Mesquita e Hospital de Divriği
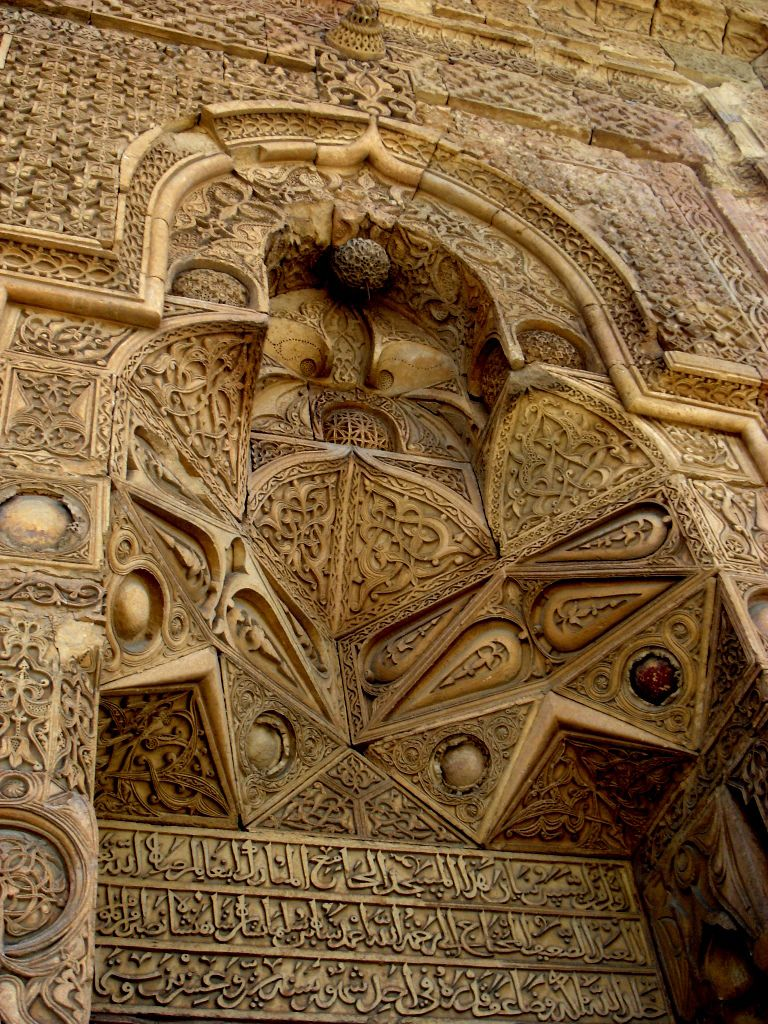
Grande Mesquita e Hospital de Divriği
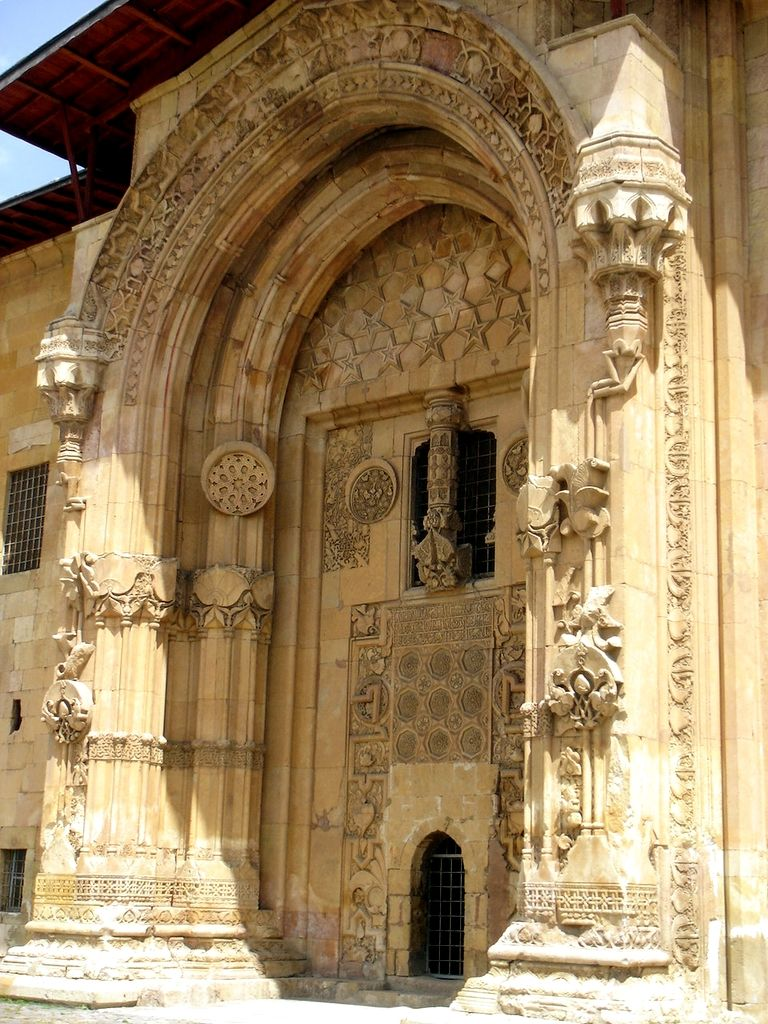
Grande Mesquita e Hospital de Divriği
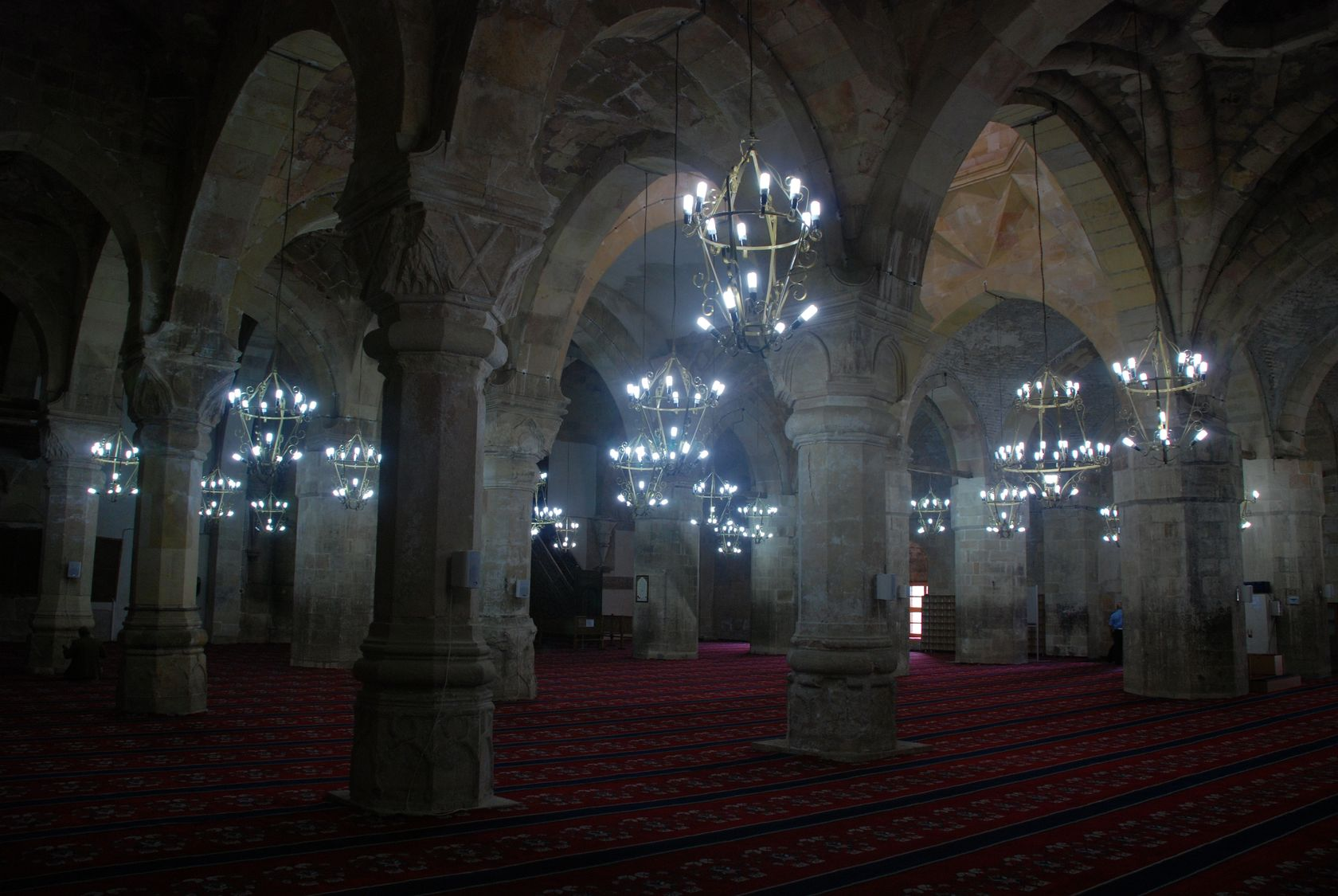
Grande Mesquita e Hospital de Divriği
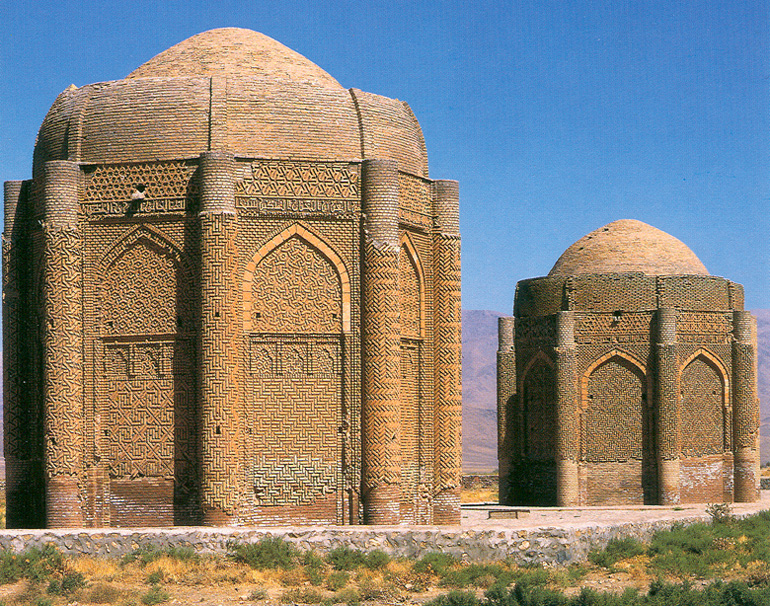
As Torres Kharraqan em Rey, Irã, são o local de sepultamento dos príncipes seljúcidas
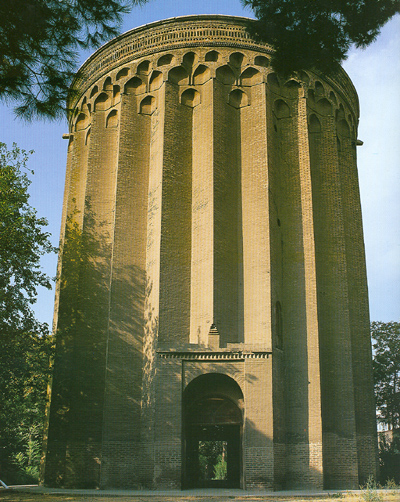
Torre Tughrul, um monumento do século XII em Rey, Irã, em homenagem ao monarca seljúcida Toğrül
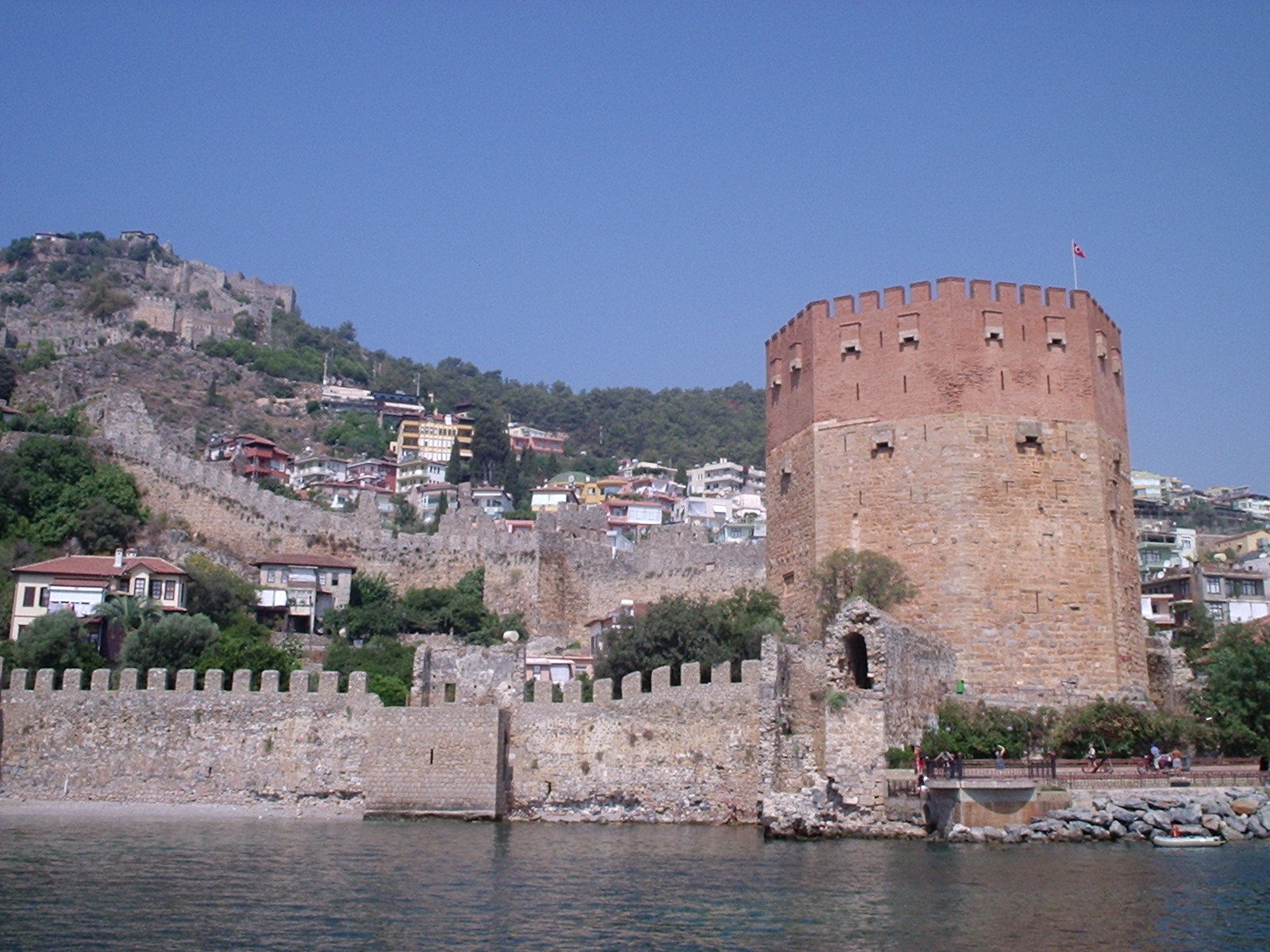
Kızıl Kule (Torre Vermelha) construída entre 1221 e 1226 por Kayqubad I em Alanya, Turquia
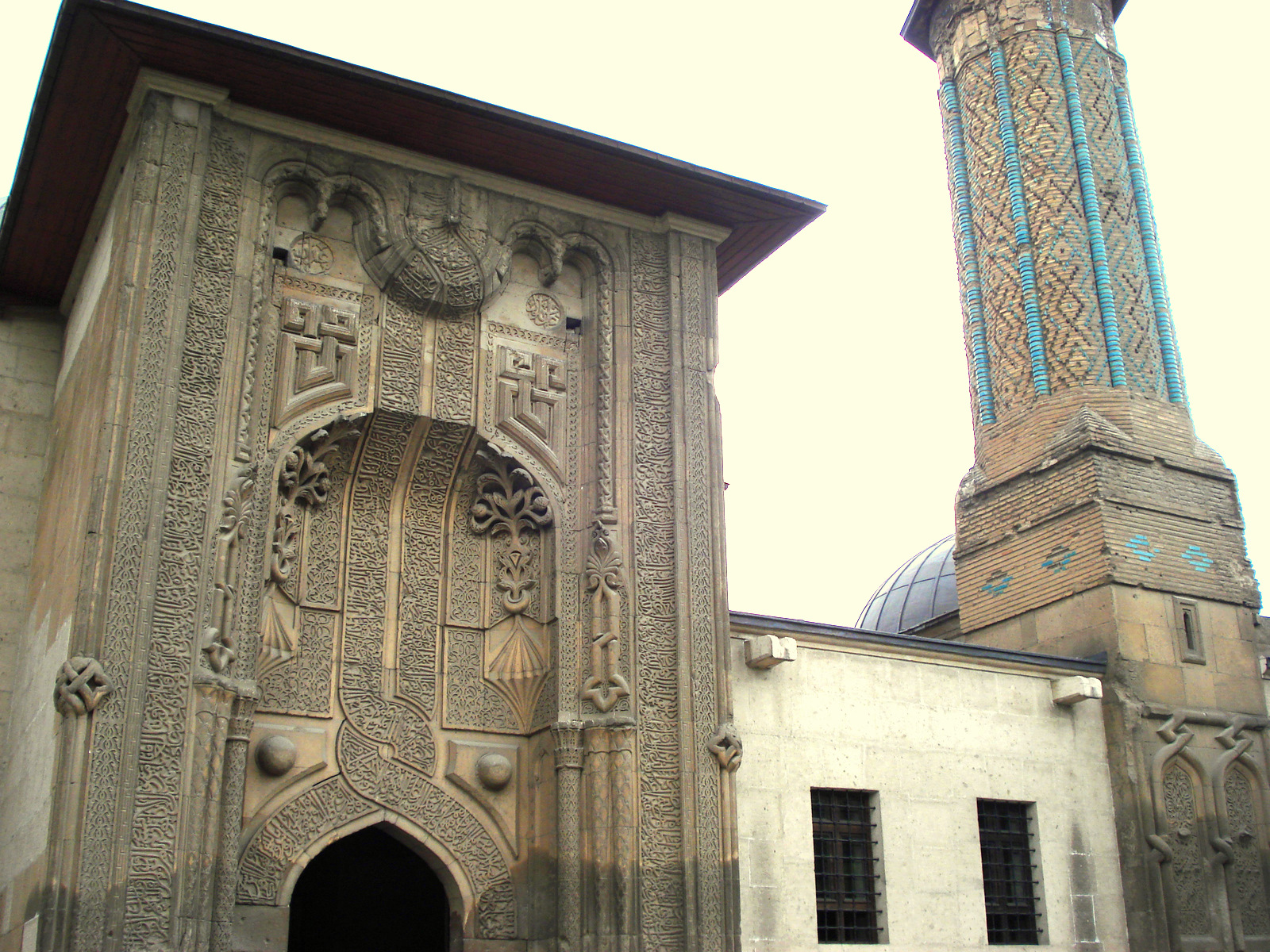
Minarete Ince ( Ince Minaret Medrese ), uma madrassa (escola) do século XIII localizada em Konya, Turquia
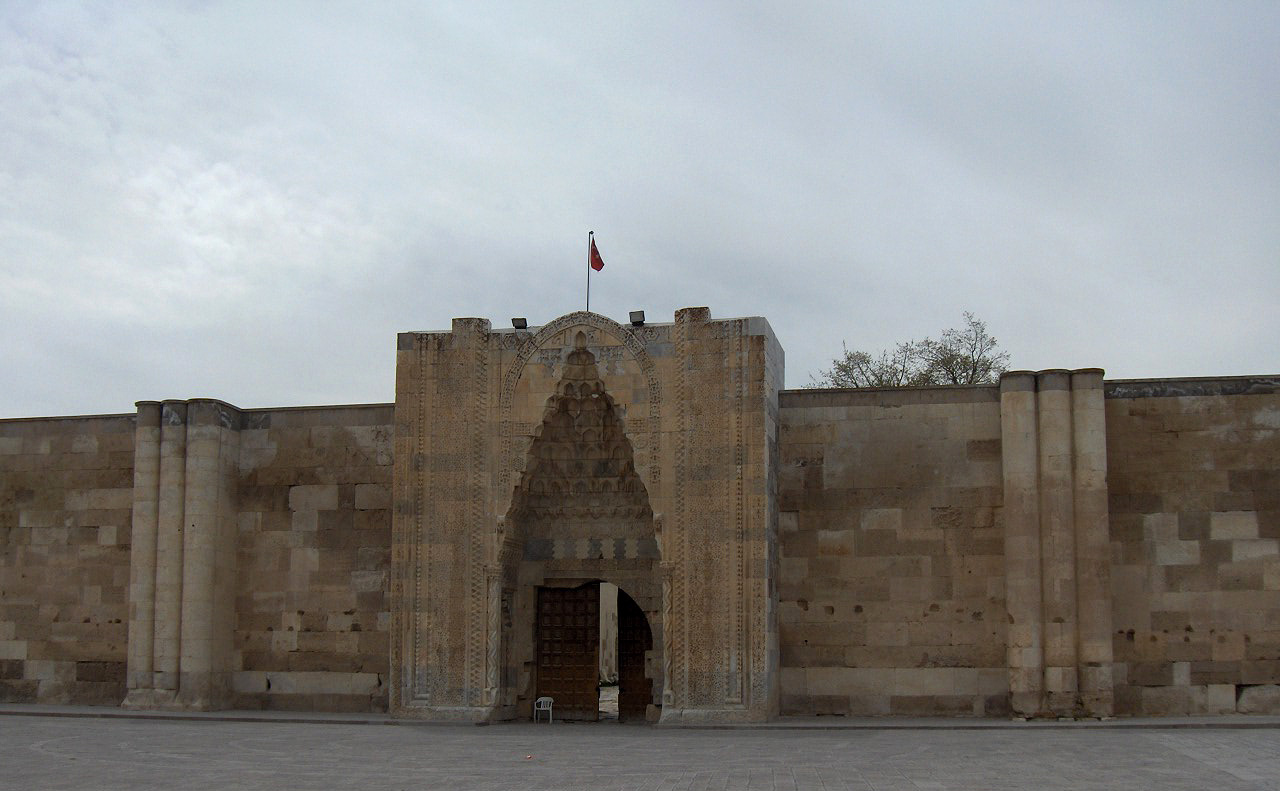
Entrada monumental do Sultanhanı, um caravançarai construído em 1229 em Aksaray, Turquia, durante o reinado de Kayqubad I
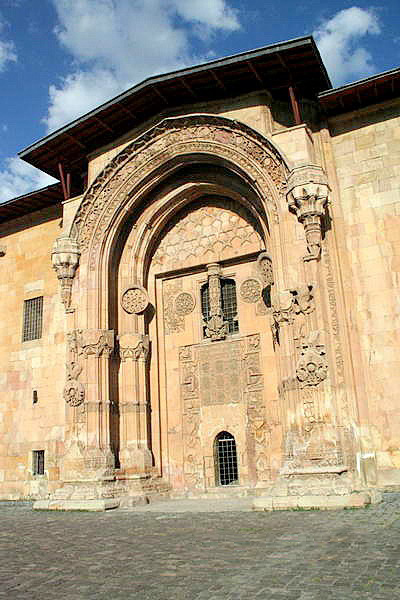
O portal de Darüşşifa, Grande Mesquita de Divriği em Divriği, Turquia
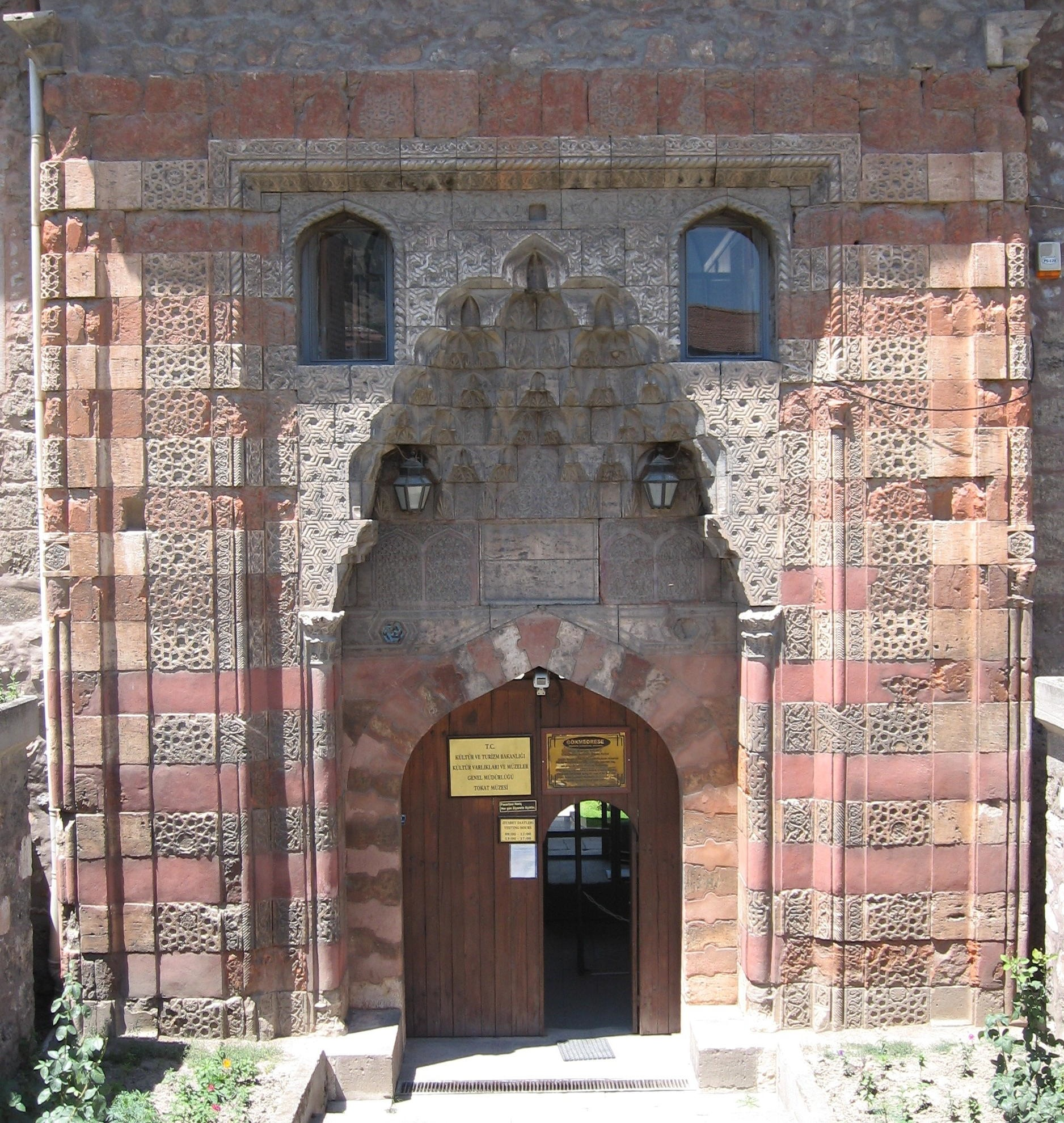
A fachada do Gök Medrese em Tokat, Turquia, construída por volta de 1270
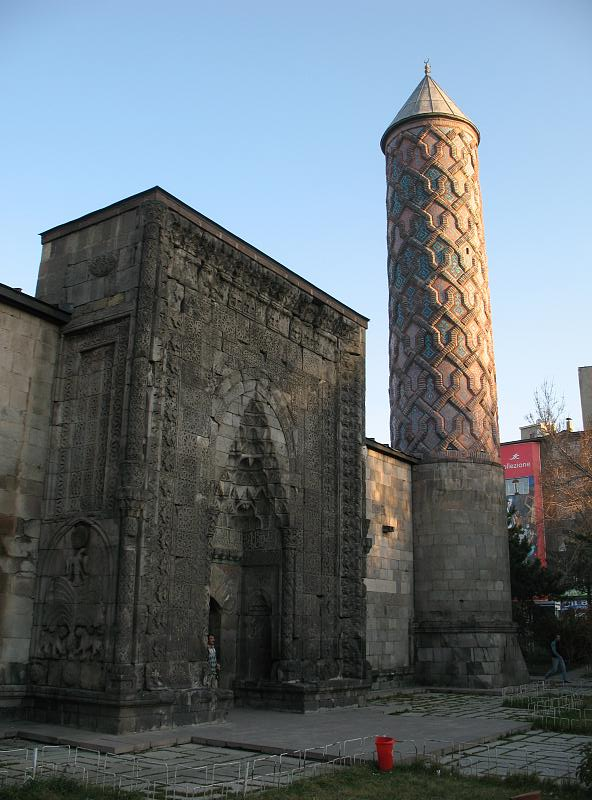
Yakutiye Medrese construído em 1310 Erzurum (Turquia)
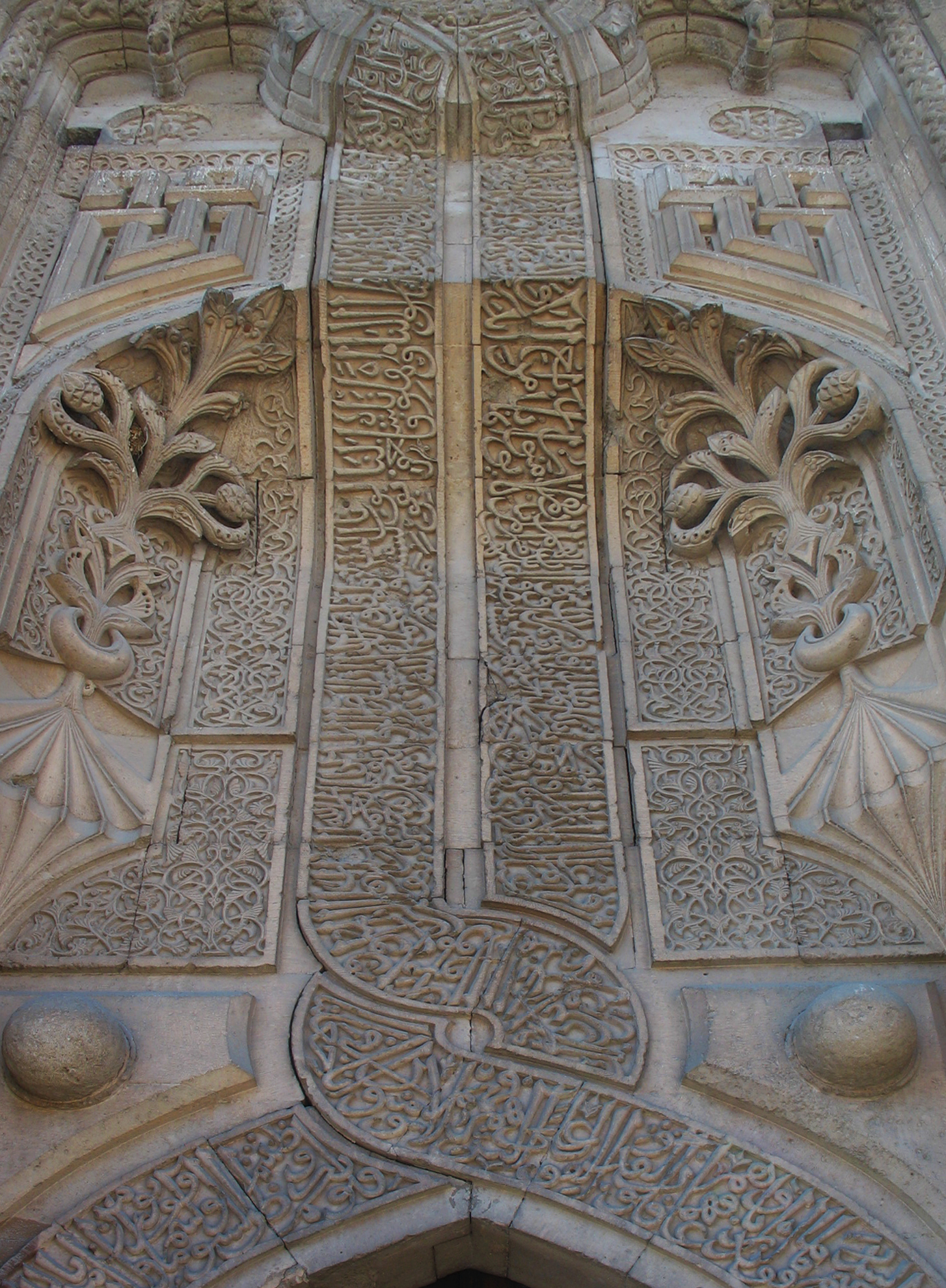
A fachada de pedra altamente ornamentada da entrada, Ince Minaret Medrese, Konya
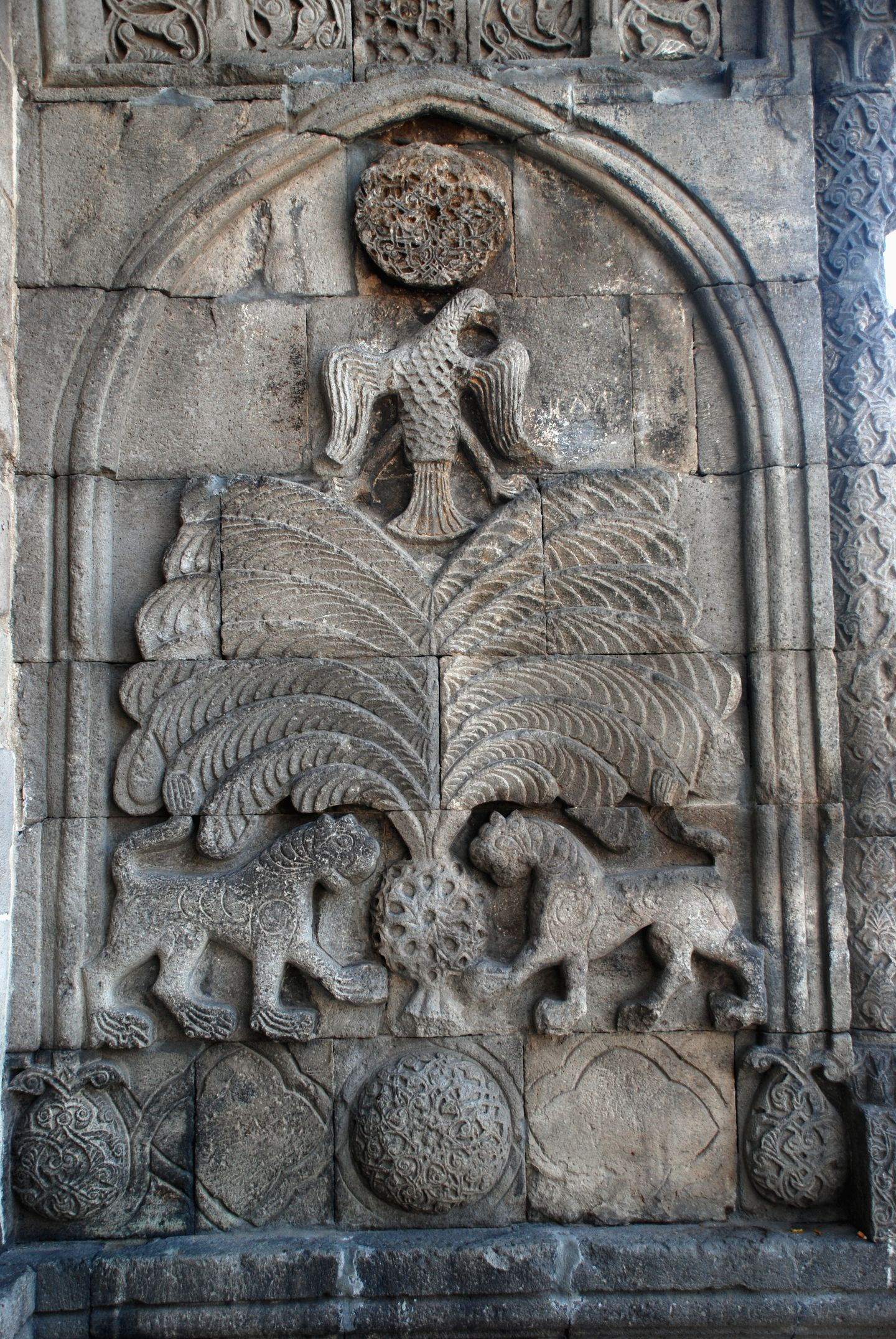
Detalhe da escultura em pedra do Yakutiye Medrese
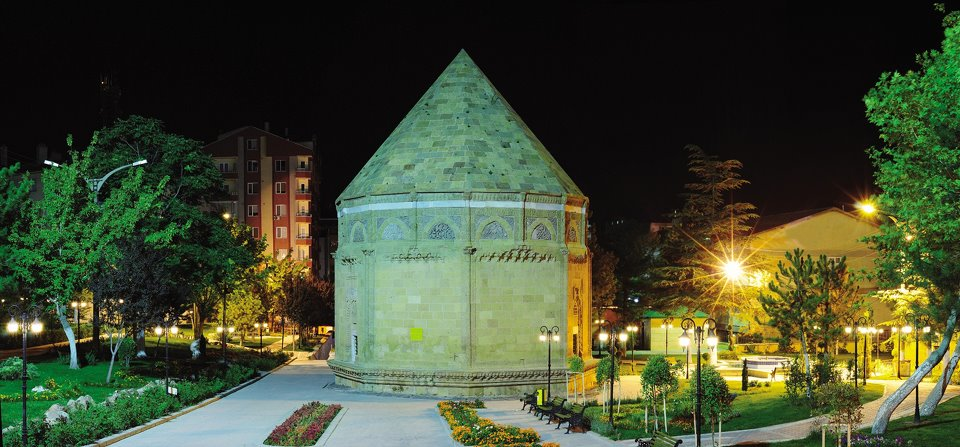
Hudavend Hatun's Kümbet
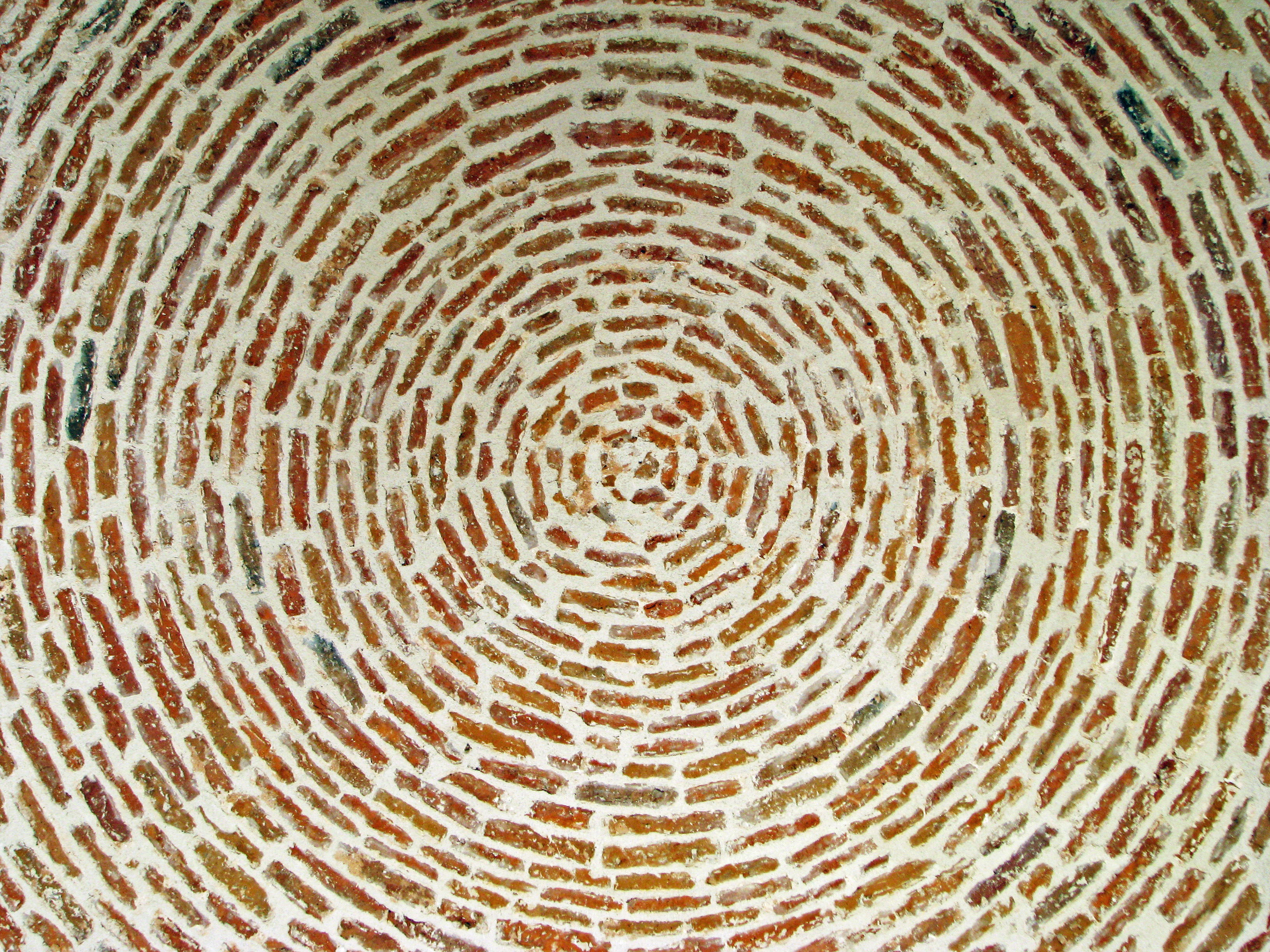
Mesquita Suleymaniye ( Alanya )